# Château de Labécède-Lauragais
Le château de Labécède-Lauragais est un château situé à Labécède-Lauragais, en France.

## Localisation
Le château est situé sur la commune de Labécède-Lauragais, dans le département français de l'Aude.

## Historique
L'édifice est inscrit partiellement au titre des monuments historiques en 1948 (Portail, vantaux non compris).